# Grewia trichocarpa
Grewia trichocarpa är en malvaväxtart som beskrevs av Ferdinand von Hochstetter och Achille Richard. Grewia trichocarpa ingår i släktet Grewia och familjen malvaväxter. Inga underarter finns listade i Catalogue of Life.